# Carl Gustaf Berger

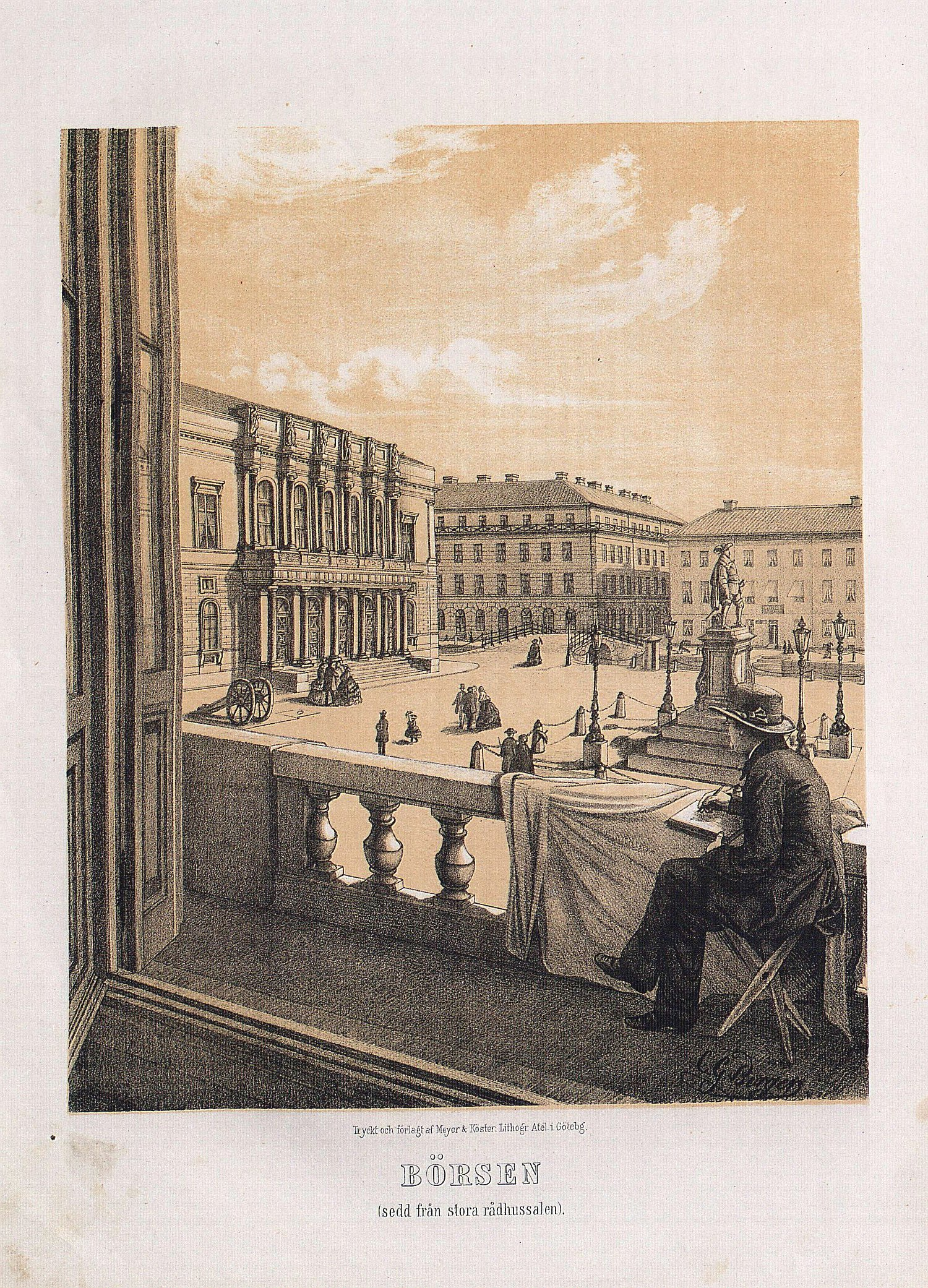
Litografi av Carl Gustaf Berger, publicerad 1859 i bokverket Göteborg med dess omgifningar framställdt i taflor.

Carl Gustaf Berger, född 1837, död i Göteborg 1860, var en tysk konstnär och litograf, främst känd för sina topografiska verk över Göteborg och då främst illustrationerna till bokverket Göteborg med dess omgifningar framställdt i taflor som han illustrerade tillsammans med Ludvig Messmann och vars första del gavs ut 1859 av förlaget Meyer & Köster.